# Mario Ventimiglia
Mario Ventimiglia (San Remo, Provincia de Imperia, Italia, 7 de marzo de 1921 - San Remo, Provincia de Imperia, Italia, 2005) fue un futbolista y director técnico italiano. Se desempeñaba en la posición de delantero.

## Clubes

### Como futbolista
| Club                       | País   | Año       |
| -------------------------- | ------ | --------- |
| Sanremese Calcio           | Italia | 1938-1942 |
| Juventus F. C.             | Italia | 1942-1943 |
| A. C. Liguria              | Italia | 1943-1944 |
| Ginnastica Sampierdarenese | Italia | 1945-1946 |
| Sanremese Calcio           | Italia | 1948-1949 |
| Savona F. B. C.            | Italia | 1949-1952 |
| Sanremese Calcio           | Italia | 1952-1956 |

### Como entrenador
| Club             | País   | Año       |
| ---------------- | ------ | --------- |
| Sanremese Calcio | Italia | 1954-1957 |
| Albenga Calcio   | Italia | 1959-1960 |
| Sanremese Calcio | Italia | 1960-1963 |
| Sanremese Calcio | Italia | 1963      |
| A. S. Imperia    | Italia | 1963-1965 |
| Sanremese Calcio | Italia | 1965-1968 |
| Sanremese Calcio | Italia | 1969-1970 |